# Martin Hollstein
Martin Hollstein, né le 2 avril 1987 à Neubrandenbourg, est un kayakiste allemand pratiquant la course en ligne.